# Жайвір (гурт)
Гурт «Жайвір» (Рівне) — вокально-інструментальний ансамбль, що утворився, як альтернатива львівській «Ватрі». Ростислав Штинь, не зумівши переконати Ігоря Білозора в потребі повністю відійти від стандартів ВІА, з домінуючим фольклорним елементом і будуванням програми тільки для солістів (Оксана Білозір і Мар'ян Шуневич), разом з деякими іншими членами мегауспішної (особливо в Західній Україні) «Ватри», утворили новий гурт, з ідеєю пропагування української поп-музики західного зразка.
Крім Ростислава Штиня, основу гурту склали Іван Огар, Володимир Прасоленко, Юрій Саєнко, Люба Кір, Андрій Надольський, Лідія Попадюк. Згодом приєднався і Зиновій Левковський.
«Жайвір», який у плані технічного забезпечення зразу вийшов в лідери серед інших гуртів, як самостійна одиниця проіснував недовго. Система філармонічного контролю 1983 року з боку Міністерства культури УРСР і «Укрконцерту» не могла дати музикантам з іншими поглядами можливості вільно працювати. Через постійні прийоми програм і зняття з гастролей Ростислав Штинь відійшов від групи, прийнявши запрошення російського виконавця Альберта Асадуліна, а інші члени гурту фактично стали групою супроводу російської співачки Ірини Понаровської, а згодом Лариси Канарської.
В приватних фонотеках можна знайти фактично першу українську рок-оперу «Стіна» (за поемою Марценкявічуса), написану спільно Ростиславом Штинем, Володимиром Прасоленком і Юрієм Саєнком. Очевидці згадують, що часу для написання було дуже мало і кожен із трьох музикантів взяв свою частину тексту поеми та компонував. Вже на студії в Києві (звук — Олег Ступка) Ростислав Штинь зібрав докупи написане трьома авторами. У рок-опері поєднано власне рок з елементами класики, а деякі фрагменти створено у формі експериментальної музики. Якість рок-опери підсилює участь Лариси Доліної і Альберта Асадуліна.
На думку фахівців, «Жайвір» не встиг сформуватись в зрілу одиницю, але рок-опера «Стіна» (відео-версія Тетяни Магар) і деякі композиції гурту (інтерпретація народної пісні «Іванку», композиція Ю.Саєнка/Неборака «Чаклун») збагатили палітру української поп-культури.